# Runcinia plana
Runcinia plana es una especie de araña cangrejo del género Runcinia, familia Thomisidae. Fue descrita científicamente por Simon en 1895.

## Descripción
Mide aproximadamente 5 mm de longitud.

## Distribución
Esta especie se encuentra en Paraguay.